# Скобляков, Дмитрий Леонидович
Дмитрий Леонидович Скобляков (28 января 1980, Москва) — российский футболист, нападающий. Младший брат футболиста Сергея Скоблякова.

## Карьера
В футбол Дмитрия привёл старший брат Сергей. С семи лет занимался в ФШМ. В 1998—2000 годах выступал во втором дивизионе за вторую команду московского «Торпедо». В 1999 году был отдан в аренду в ярославский «Шинник», за который в высшем дивизионе сыграл 8 матчей. Вторую половину сезона-2000 провёл в аренде в нижегородском «Локомотиве» — 13 игр, 2 мяча.
14 апреля 2001 в матче «Торпедо» — «Алания» Скобляков в конце матча ударил по лицу арбитра Гвардиса, после чего был удалён и получил 10-матчевую дисквалификацию. В конце года в игре за дубль получил серьёзную травму спины. В следующем году по приглашению тренера Петракова, с которым Скобляков работал в «Торпедо», перешёл в «Томь», где играл и его брат. В середине 2005 перешёл в челябинский «Спартак», отыграл в команде и следующий сезон, когда она представляла Нижний Новгород. Перед сезоном-2007 провёл два сбора с «КАМАЗом», но перешёл в латвийский ФК «Рига», с которым стал бронзовым призёром чемпионата. 2008 год отыграл в новосибирской «Сибири», после чего в возрасте 28 лет завершил карьеру из-за болей в спине. Работал в административном штабе «Сибири».

## Достижения
- Бронзовый призёр чемпионата Латвии: 2007